# 库孜滚河
库孜滚河，一作库孜拱河、库孜洪河，位于中华人民共和国新疆维吾尔自治区克孜勒苏柯尔克孜自治州乌恰县中部，是卡浪沟吕克河右岸支流。发源于且克拉岭（阿赖山）东南坡其勒坦套山东侧，自西北向东南，流经乌恰县城东郊，最后于黑孜苇乡康什维尔村附近与乌如克河汇合，构成卡浪沟吕克河干流。河流全长80千米，流域面积667平方千米，年均流量约0.361亿立方米。